# Филиппа делла Мартиниана, Карло Джузеппе
Карло Джузеппе Филиппа делла Мартиниана (итал. Carlo Giuseppe Filippa della Martiniana; 19 июня 1724, Турин, Сардинское королевство — 7 декабря 1802, Верчелли, Сардинское королевство) — итальянский куриальный кардинал. Епископ Сен-Жан-де-Морьена с 25 мая 1757 по 12 июля 1779. Епископ Верчелли с 28 июля 1777 по 7 декабря 1802. Кардинал-священник с 1 июня 1778, с титулом церкви Сан-Каллисто с 2 апреля 1800.